# Мосолов, Александр Александрович
Алекса́ндр Алекса́ндрович Мосоло́в (1854—1939) — русский военачальник, дипломат; генерал-лейтенант.

## Биография
Родился в Рязани 19 февраля (3 марта) 1854 года; крещён 5 марта в Николодворянской церкви г. Рязани.
В службу вступил 16 июня 1873 года. Выдержал офицерский экзамен в 1875 году. С 14 февраля 1875 года корнет лейб-гвардии Конного полка. Участвовал в Русско-турецкой войне 1877—1878 годов. Командовал конвоем князя Александра Болгарского (Баттенберга). Окончил Офицерскую кавалерийскую школу.
С 1901 года — флигель-адъютант, 6 декабря 1902 года был произведён в генерал-майоры с назначением в Свиту Его Императорского Величества.
В 1900—1916 годах был на должности (принял должность в марте 1900 года от К. Н. Рыдзевского) начальника канцелярии Министерства императорского двора, находился в близком окружении императора Николая II (его непосредственным начальником был министр Императорского двора барон (впоследствии граф) В. Б. Фредерикс). Заведовал придворной цензурой (отдел канцелярии Министерства двора), то есть осуществлял предварительное цензурирование материалов, в которых упоминались особы императорской фамилии.
С декабря 1908 года — генерал-лейтенант.
В конце 1916 года назначен министром-посланником в Румынию.
Воевал против большевиков на Юге России; в эмиграции жил во Франции, с 1933 года — в Болгарии. Был одним из организаторов Общероссийского монархического съезда в Рейхенгалле (Бавария) в мае 1921 года; член руководства Союза объединённых монархистов, в 1931 году возглавлял группу в Антибе.
Автор неоднократно переиздававшихся воспоминаний «При дворе императора», которые издавались, начиная с 1934 года, в русских эмигрантских периодических изданиях, в частности в рижском журнале Для Васъ под заглавием «При дворе последнего российского императора». Также вышла англоязычная редакция книги под названием At the Court of the Last Tsar, содержание которой несколько отличается от русскоязычной версии.
Был женат на сестре генерала Д. Ф. Трепова, Елизавете Фёдоровне Треповой (1858—1920). Дети: Ирина (02.04.1886—?), Наталья (7.09.1887—?), Александр (10.10.1889—1915), Мария (12.10.1891—?), Дмитрий (17.12.1892—?).

## Награды
- Орден Святой Анны 4-й степени (1879)
- Орден Святого Станислава 3-й степени с мечами и бантом(1879)
- Орден Святой Анны 3-й степени с мечами и бантом (1879)
- Орден Святого Владимира 4-й степени (1881)
- Орден Святого Станислава 2-й степени (1883)
- Орден Святого Владимира 3-й степени (1904)
- Орден Святого Станислава 1-й степени (1906)
- Орден Святой Анны 1-й степени (1910)
- Орден Святого Владимира 2-й степени (1913)
- Орден Белого орла (22 марта 1915)

Иностранные:
- Румынский орден Звезды 3-й степени (1884)
- Сербский орден Таковского креста 4-й степени (1884)
- Черногорский орден Князя Даниила I 4-й степени (1884)
- Турецкий орден Меджидие 3-й степени (1884)
- Болгарский орден «Святой Александр» 5-й степени (1884)
- Болгарский орден «За военные заслуги» 4-й степени (1884)
- Прусский орден Короны 2-й степени (1892) со звездой (1902)
- Бухарский орден Благородной Бухары 2-й степени (1893)
- Нидерландский орден Оранских-Нассау, командорский крест с мечами (1895)
- Болгарский орден «Святой Александр» 3-й степени (1896)
- Австрийский орден Железной короны 2-й степени (1899)
- Румынский орден Звезды, большой крест (1899)
- Турецкий орден Османие 2-й степени (1901)
- Персидский орден Льва и Солнца 2-й степени (1901)
- Прусский орден Красного орла 2-й степени (1901)
- Французский орден Почётного легиона, командорский крест (1901)
- Черногорский орден Князя Даниила I 2-й степени со звездой (1902)
- Австрийский орден Франца-Иосифа, командорский крест со звездой (1902)
- Болгарский орден «За военные заслуги» 1-й степени (1902)
- Мекленбург-Шверинский орден Грифона, большой крест (1902)
- Турецкий орден Меджидие 1-й степени (1903)
- Японский орден Священного сокровища 1-й степени (1903)
- Гессенский орден Филиппа Великодушного 1-й степени (1903)

## Сочинения
- Мосолов А. А. При дворе императора. — Рига: Филин, 1938. — 232 с.